# 小阿尔·奥弗顿
小阿尔·奥弗顿（英語：Al Overton Jr.），美国音频工程师。他曾4次提名奥斯卡最佳音响效果奖。自1991年至1969年间，他曾参与超过40部电影的制作。他的父亲阿尔·奥弗顿也曾获得1次奥斯卡提名。

## 部分影视作品
- 咬紧子弹（英语：Bite the Bullet (film)） (1975)[1]
- 电光骑士（英语：The Electric Horseman） (1979)[2]
- 天降财神（英语：Pennies from Heaven (1981 film)） (1981)[3]
- 虎胆龙威 (1988)[4]